# Bataille du Fort Zhenjiang
Transition des Ming aux Qing
Batailles
Unification des Jürchens - Fushun - Qinghe - Sarhu - Kaiyuan - Tieling - Xicheng  - Shen-Liao - Zhenjiang - She-An - Guangning - Ningyuan - Corée (1627) - Ning-Jin - Jisi - Dalinghe - Wuqiao - Lüshun - Corée (1636) - Song-Jin - Révoltes paysannes - Pékin - Shanhai
La bataille du Fort Zhenjiang est un conflit militaire entre les Jürchens de la Dynastie des Jin postérieurs et les Chinois de la dynastie Ming.
À l'automne 1621, le général Mao Wenlong, qui est au service de la Dynastie Ming, s'empare du fort Zhenjiang, qui est situé à la frontière entre les territoires des Jin et ceux du royaume coréen de Joseon. Il réussit à repousser de multiples assauts des troupes Jin avant de battre en retraite. Après l'avoir repris, Nurhaci préfère donner l'ordre de faire brûler le fort, plutôt que de prendre le risque de voir les Ming s'en emparer à nouveau.

## Situation avant le début du conflit
Le 7 mai 1618, Nurhachi, le Khan des Jin postérieurs, entre ouvertement en rébellion contre la dynastie Ming, dont il était théoriquement le vassal, en proclamant ses Sept Grandes Causes d'irritation, qui sont autant de raisons de rejeter la tutelle Ming sur la Mandchourie.
Ayant préparé sa révolte de longue date, Nurhaci enchaîne les victoires contre les troupes chinoises et vainc les troupes des Ming lors des batailles de Fushun, Qinghe, Sarhu, Kaiyuan et Tieling. Après avoir mis au pas le clan Yihe, ses derniers rivaux au sein du peuple Jurchen, en s'emparant de Xicheng, leur capitale, il parachève sa conquête du Liaodong en s'emparant de nombreuses villes et en détruisant plusieurs armées Ming lors de la bataille de Shen-Liao. Après sa victoire, il transfère sa capitale à Liaoyang, l'ancien siège du pouvoir Ming au Liaodong.
Peu de temps après la fin de cette bataille, le général Mao Wenlong, de l'armée Ming, commence à attaquer le territoire des Jin postérieurs depuis sa base située sur l'île Ka ("Pidao") près de l'embouchure de la rivière Yalu. Wenlong travaille en coordination avec les unités du royaume de Joseon et s'en prend avec succès à quelques avant-postes Jin.

## Déroulement des combats
Avec 197 hommes sur 4 navires, Wenlong arrive sur l'île de Zhu, où il recrute des civils mécontents de la prise de pouvoir des Jin dans la région. Il envoie ensuite des espions au fort Zhenjiang, où ils prennent contact avec des civils et préparent des signaux pour faire ouvrir la porte quand ils seront prêts. Ces préparatifs sont payants, car le fort Zhenjiang est capturé facilement par les troupes Ming, quelques dizaines de soldats de garnison étant tués durant l'opération. Avec le ravitaillement des Ming arrivant de la mer, Mao Wenlong arrive à tenir le fort contre les assauts des Jin pendant un certain temps.
Au début, le général espérait que la cour Ming renforcerait sa position en lui envoyant par voie maritime 30 000 à 50 000 soldats supplémentaires, mais en l'absence de renforts, il décide de se replier sur l'île de Ka.
Quand Nurhaci reprend le fort après le départ des troupes chinoises, il préfère donner l'ordre de le faire brûler, plutôt que de prendre le risque de voir les Ming s'en emparer à nouveau.

## Conséquences
Après son repli sur l’île de Ka, le général Mao Wenlong commence à l'utiliser comme base d'opération personnelle en 1622,. En 1628, son armée personnelle est forte de 26 000 hommes. Si, au début, il dépend des approvisionnements venant de Chine et de la bonne volonté des Coréens pour nourrir ses troupes,,,, , Wenlong fonde rapidement des colonies agricoles sur les côtes coréennes. Après la prise de Lüshun par les Mandchous, Wenlong se sent libre de toute obligation et commence à transformer Ka en un royaume maritime indépendant, tirant ses ressources du commerce,. L’assassinat de Mao Wenlong en 1629 ne met pas fin à l'existence de son royaume, qui survit jusqu'en 1636, date à laquelle les troupes de la dynastie Qing envahissent l'ile pour l'utiliser comme base arrière en vue d'une attaque contre le royaume de Joseon.